# McDonnell Douglas DC-10
El Douglas DC-10 (actualmente Boeing DC-10) es un avión comercial trimotor a reacción de fuselaje ancho fabricado por la compañía estadounidense McDonnell Douglas. Fue el segundo avión con esas características en entrar en servicio, después del Boeing 747, y poco tiempo antes del Lockheed L-1011 TriStar, y al igual que este último, el DC-10 dispone de una configuración de tres motores. 
Dos de los motores están situados en góndolas bajo las alas, mientras que un tercero se halla en la parte trasera del fuselaje, en el estabilizador vertical. Se concibió como sucesor del Douglas DC-8 en las operaciones de largo recorrido, y en las de medio recorrido compitió con el Airbus A300, el Boeing 747 y con el Lockheed L-1011 TriStar, el cual era muy similar al DC-10. Algunos fueron construidos para la Fuerza Aérea de los Estados Unidos como aviones cisterna para reabastecimiento en vuelo, versión conocida como KC-10 Extender.

## Historia

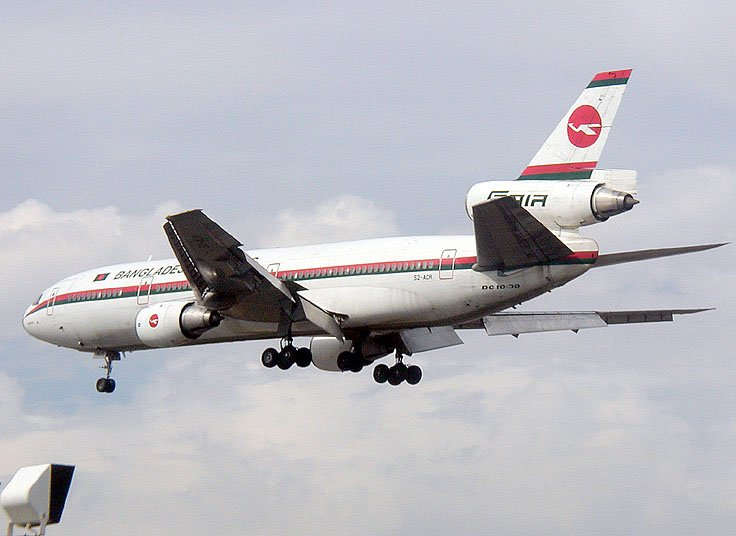
DC-10 de Biman Bangladesh Airlines

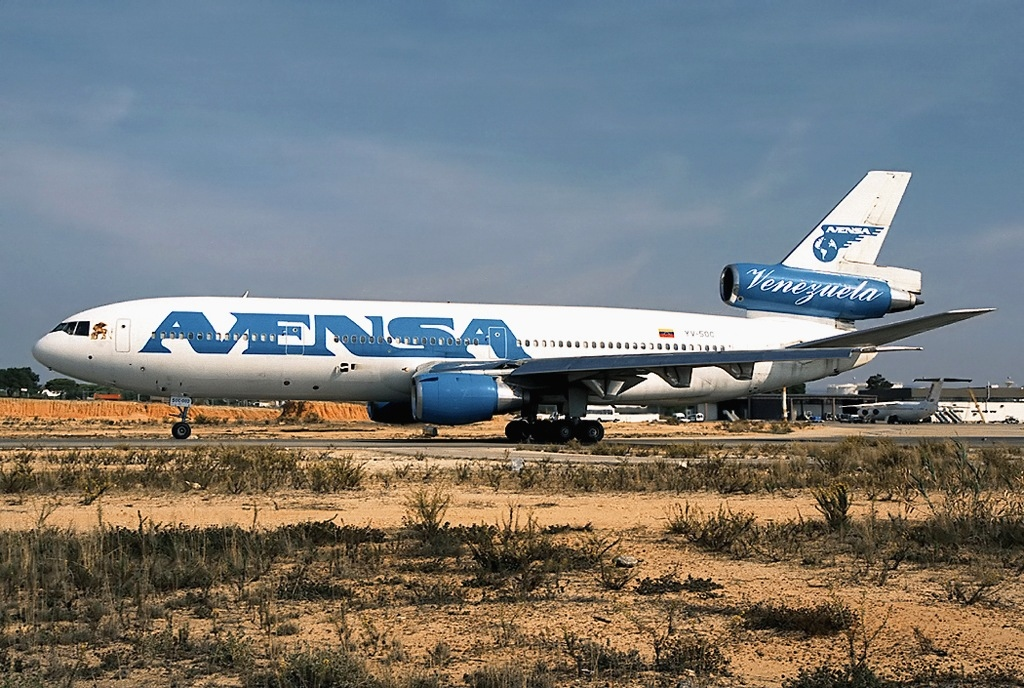
DC-10 de Avensa

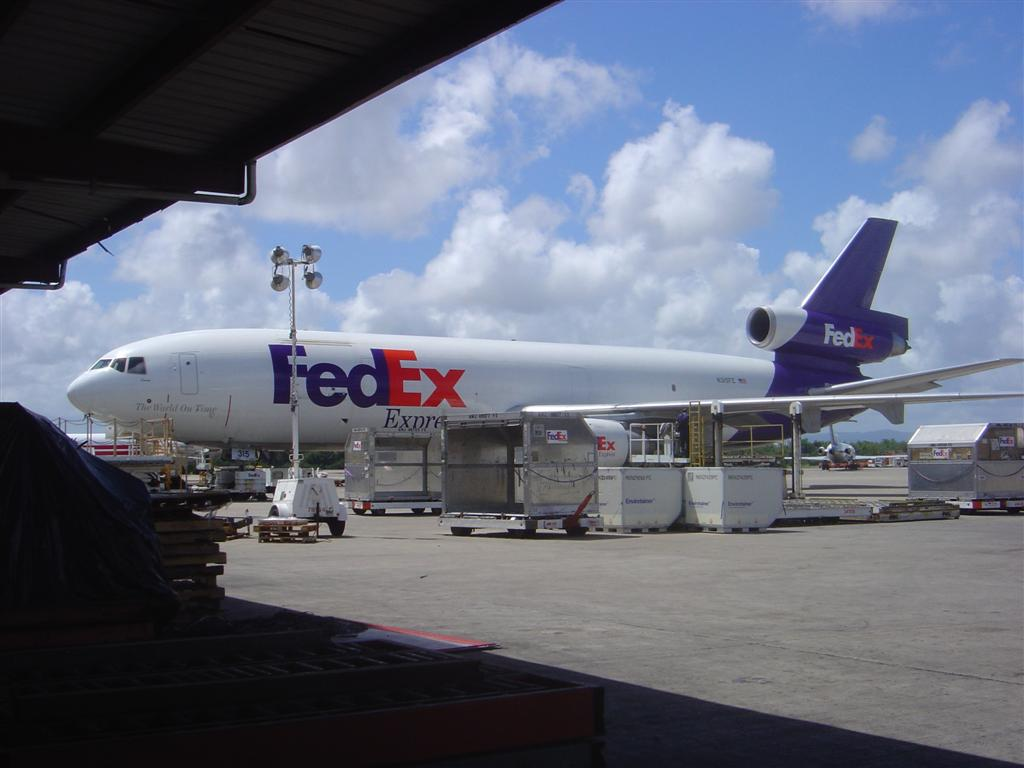
MD-10 de FedEx

El DC-10 fue el primer avión de fuselaje ancho de McDonnell Douglas, pensado para ser capaz de volar las mismas rutas que el Boeing 747 pero con un menor tamaño. Voló por primera vez el 29 de agosto de 1970, y entró en servicio en 1971, un año antes que el Lockheed Tristar, que era su principal competidor. A pesar de que la seguridad del modelo es similar a la de otras aeronaves a reacción pesadas, durante los años 70 la Administración Federal de Aviación (FAA) de los EE. UU. les quitó brevemente el certificado de aeronavegabilidad debido a una serie de accidentes muy polémicos.
El DC-10 fue diseñado con puertas de carga que se abren hacia afuera en vez de hacia dentro como la mayoría de los aviones. Esto requirió un complejo mecanismo de cierre que impedía que la puerta se abriese debido a las fuerzas axiales producidas por la presurización del fuselaje. En caso de que el cierre fallase, había muchas probabilidades de que se rompiera toda la puerta. Este problema fue identificado por primera vez en 1972, cuando el Vuelo 96 de American Airlines perdió la compuerta trasera de carga tras haber despegado de Detroit. Afortunadamente la tripulación consiguió realizar un aterrizaje de emergencia sin más complicaciones. La investigación reveló que un empleado del aeropuerto había forzado violentamente la puerta, rompiendo el cierre, lo que produjo la caída de la puerta cuando el avión ganó altura. McDonnell Douglas criticó al empleado, al que llamó analfabeto, desviando las críticas de los fallos de diseño.[cita requerida]
La Agencía de Seguridad en el Transporte (NTSB) de EE. UU. recomendó cambios en el diseño de la puerta y que se perforase el suelo de la cabina para permitir una fuga controlada de aire en caso de despresurización violenta. Sin embargo, la NTSB no tiene autoridad para forzar cambios. Solo la FAA puede emitir órdenes. Dado que una orden pública de la FAA hubiera dañado gravemente la reputación del nuevo DC-10, McDonnell Douglas se comprometió en privado a realizar los cambios, evitando el escándalo.
Sin embargo, las mejoras introducidas no fueron tan estrictas como las recomendaciones de la NTSB pedían. Dos años después un accidente idéntico le ocurrió a un modelo de Turkish Airlines (vuelo 981 de Turkish Airlines) tras despegar de Orly (París), muriendo sus 346 ocupantes. Tras este accidente, se obligó a todos los DC-10 a que modificaran sus puertas, pero el avión ya había conseguido mala reputación.
En 1979, muchos DC-10 fueron paralizados debido al accidente del Vuelo 191 de American Airlines, que perdió uno de sus motores tras despegar del Aeropuerto Internacional O'Hare (en las afueras de la ciudad de Chicago), lo que dañó los sistemas hidráulicos que provocaron que se perdiera el control del avión. Se descubrió que había sido un error de procedimiento en el mantenimiento. American Airlines, como muchas otras compañías, usaban un procedimiento que no estaba aprobado por Douglas ni por la FAA que fue el que causó el fallo. Douglas rediseñó el sistema hidráulico añadiendo redundancias para prevenir futuros fallos.
Pero el accidente más famoso ocurrió en 1989, cuando el Vuelo 232 de United Airlines se estrelló en Sioux City, después de un aterrizaje de emergencia con los sistemas hidráulicos inoperativos, la aeronave quedó completamente destruida, pero sobrevivieron más de la mitad de los pasajeros. El accidente consistió en que una de las piezas rotativas del motor de la cola repentinamente estalló en pedazos, se comprobaría luego, debido a fatiga del material, cuyos fragmentos cortaron partes de los tres sistemas hidráulicos de la nave al salir despedidos en todas direcciones, volviendo completamente inútiles una de las medidas de seguridad más notorias del DC-10, líneas hidráulicas de asistencia de manejo hidráulicas por triplicado, pues se trata del único avión que puede volar con velocidad muy reducida, sin usar el timón, alerones ni flaps. Tras el fallo del sistema hidráulico los pilotos, maniobrando con los motores de las alas y otras pocas fuentes de control que aún les restaban, fueron capaces de hacer "aterrizar" al avión.
El último DC-10 fabricado, el número 446, fue entregado a Nigeria Airways a principios de 1989. A pesar del mal comienzo que tuvo este avión, muchas aerolíneas lo usaron, ya que gustaba mucho a los pilotos y a los mecánicos. Además era muy seguro; de hecho, la vida media sin accidentes de este avión es similar a los de su época.
EL DC-10 es considerado como un avión con un historial problemático debido a que desde 1971 ha tenido más de 45 accidentes graves como el accidente de United, de las líneas aéreas turcas y del vuelo 191 de American Airlines

## Variantes

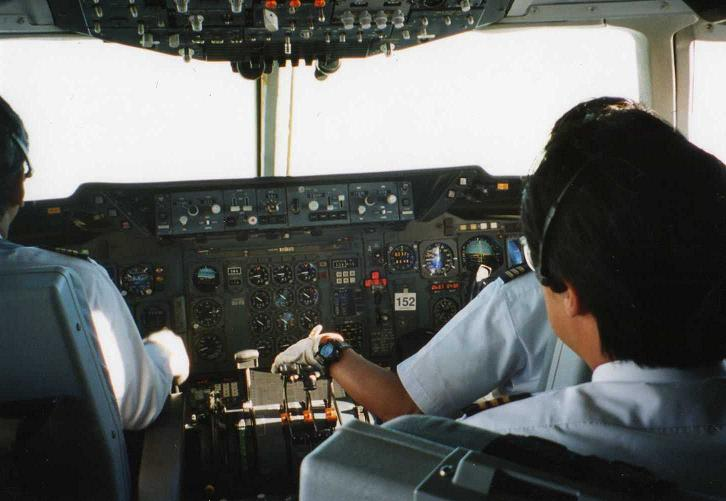
Japan Airlines DC-10 cockpit

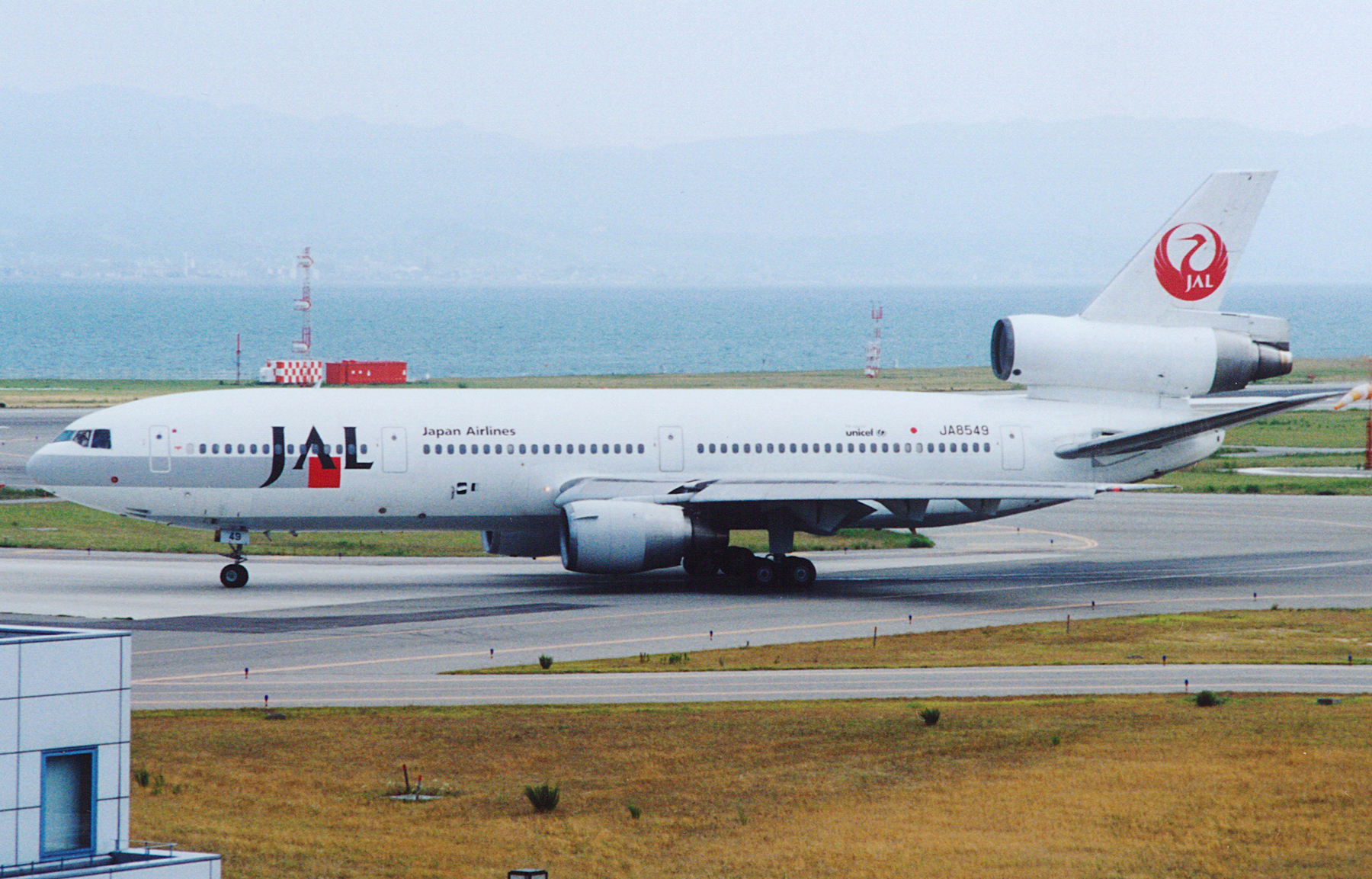
Japan Airlines DC-10-40

A través de los años, existieron diferentes variantes del DC-10, a saber:
- DC-10-10 (122 construidos): La versión original, producida desde 1970. El DC-10-10 estaba equipado con motores General Electric CF6-6, la primera variante civil de la exitosa familia GE CF6.

- DC-10-10CF (9 construidos): Versión “combi” o convertible de pasajeros y carga. Solamente fueron construidos para Continental Airlines (8 aviones) y United Airlines (solo uno).

- DC-10-15 (7 construidos): También conocido informalmente como "DC-10 Sport", en teoría diseñado especialmente para operar en aeropuertos de clima cálido (hot and dry) ubicados a más de 2000 metros de altura. En realidad se trataba de viejos fuselajes de la versión 10 equipados con los más potentes motores General Electric CF6-50C2F de la versión 30. Este avión producido, entre 1979 y 1982, fue solamente adquirido por las aerolíneas mexicanas Aeroméxico y Mexicana.

- DC-10-20  (ninguno construido): Versión propuesta del DC-10-10 con motores Pratt & Whitney JT9D. Debido al desinterés mostrado por la aerolíneas en la serie -20 original, el nombre fue posteriormente reciclado para hacer referencia a la versión intercontinental del DC-10-30, equipada con motores P&W JT9D. Luego Northwest Airlines, uno de los clientes de lanzamiento del avión, pidió que fuese renombrado a DC-10-40 (para así implicar que se trata de una versión “superior” que la del DC-10-30). (Véase más abajo).

- DC-10-30 (163 construidos): El modelo más común, equipado con motores General Electric CF6-50, tanques de combustibles más grandes para incrementar su autonomía, así como un tren de aterrizaje reforzado con un boogie adicional para soportar el peso adicional. Fue el segundo modelo de largo alcance luego de la versión 40, y fue muy popular entre los transportistas europeos. Producido entre 1972 y 1988, el DC-10-30 fue entregado a 38 clientes diferentes.

- DC-10-30CF (26 construidos): Versión de transporte convertible entregada a Martinair Holland (4), Overseas National Airways (5), Sabena (5), Trans International Airlines (3) y World Airways (9). La aerolínea belga Sabena fue el único operador comercial en transportar pasajeros y carga a la vez, con esta versión especial.

- DC-10-30ER (Extended Range, “autonomía extendida”; 6 construidos): La primera de estas variantes fue entregada a Finnair en 1981, seguida por Swissair con dos pedidos en 1982 y por Thai Airways International (con dos órdenes en 1987 y una adicional en 1988). Esta variante tiene un peso máximo de despegue de unos 263.000 kg, y cada uno de sus tres motores General Electric CF6-50C2B produce un empuje de 24.500 kg. Están equipados con un tanque adicional de combustible en la bodega de carga trasera, que les provee de una autonomía de unos 1.125 km adicionales (5.730 mn/10.620 km total). En 1983, United Airlines arrendó tres DC-10-30s de CP Air. Estos aviones luego fueron modificados para cumplir con los estándares de los DC-10ER, para permitirle a esa aerolínea volar sin escalas la ruta transpacífica Seattle-Hong Kong. Cuando fueron retornados a sus operadores canadienses originales, fueron mantenidas con esa nueva certificación de alcance extendido, a la vez que dos DC-10-30s de Canadian Airlines fueron también reconvertidos a la variante ER.

- DC-10-30AF (All Freight, “todo carga”, 11 construidos): La producción de la versión AF podría haber comenzado en 1979 si Alitalia hubiese entonces confirmado sus dos pedidos tentativos. Por lo tanto, el lanzamiento oficial de esa versión tuvo que ser retrasado hasta mayo de 1984, cuando la transportista aéreo estadounidense Fedex realizó cinco órdenes en firme. Esta aerolínea pidió más DC-10AFs en julio de 1985, elevando sus pedidos a 12 unidades. Los últimos dos luego fueron cancelados, debido a que esa aerolínea se encontraba armando una flota de aeronaves de segunda mano, por lo que fueron reconfiguradas por McDonnell Douglas como aviones de pasajeros y fueron posteriormente vendidos a Biman Bangladesh y a Nigeria Airways respectivamente.

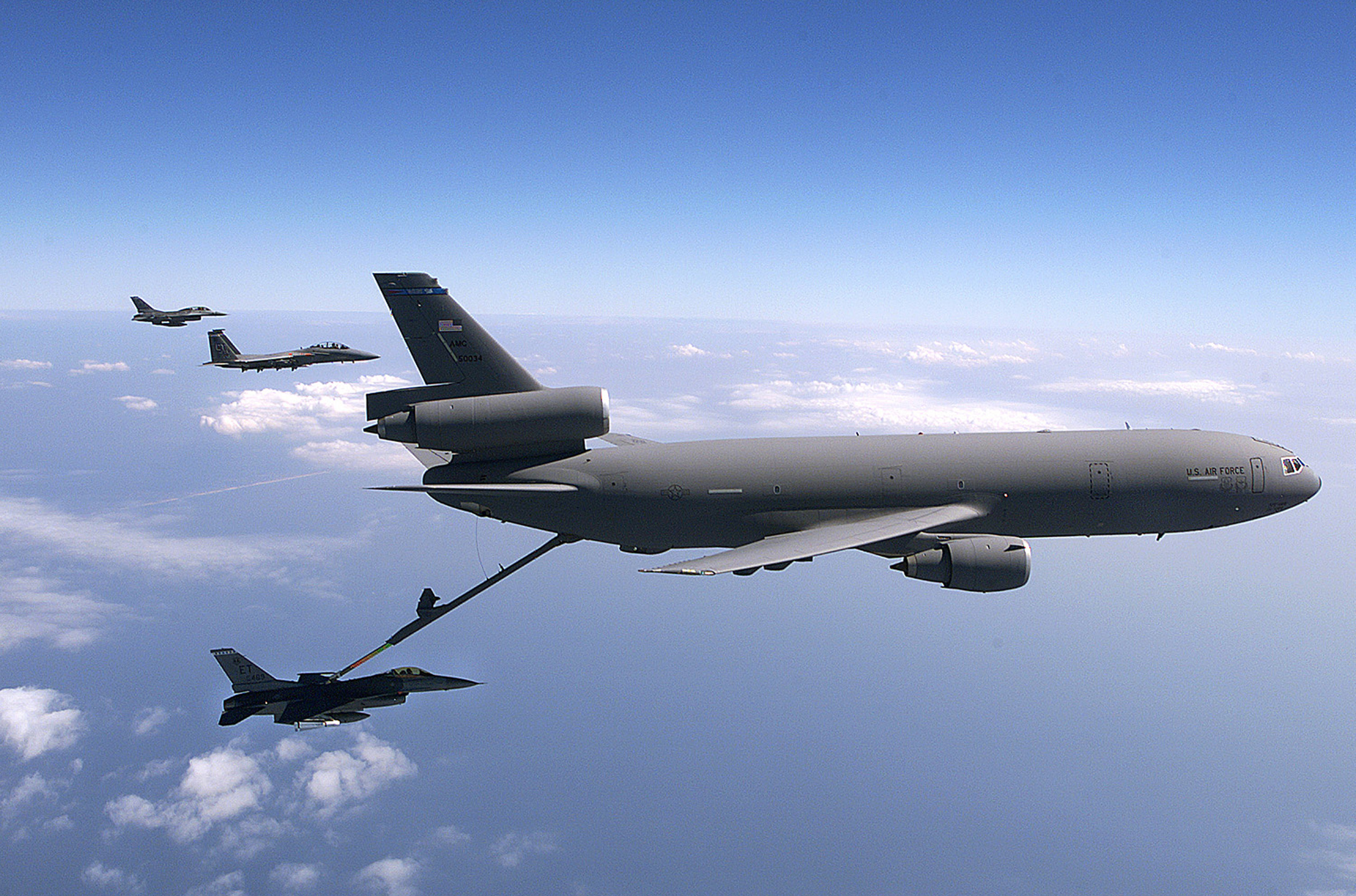
KC-10 Extender durante un reaprovisionamiento aéreo de combustible.

- DC-10-40 (42 construidos): Producido entre 1973 y 1983,[3] fue la primera versión de largo alcance, equipada con motores Pratt & Whitney JT9D. Originalmente designado, DC-10-20, este modelo fue renombrado a DC-10-40 luego de una solicitud especial de parte de Northwest Orient Airlines, ya que la aeronaves era una versión mejorada respecto del diseño original, con un mayor peso máximo al despegue (MTOW en inglés) en comparación con la serie 30, además de tener motores más potentes. Por lo tanto, el presidente de esa aerolínea quería promocionar y alardear de que poseía la última versión del DC-10. No obstante, Northwest Orient Airlines y Japan Airlines fueron las dos únicas aerolíneas en ordenar aviones de la serie 40, con 22 y 20 aeronaves respectivamente. Los DC-10-40s entregados a Northwest fueron primeramente equipados con motores Pratt & Whitney JT9D-15 de 203,3 kN) de empuje al despegue, antes de la introducción del JT9D-25W, que producía 222,4 kN a través de la inyección de agua.[4] y tenían un peso máximo al despegue (MTOW) de unos 251.800 kg), mientras que aquellos producidos para Japan Airlines estaban equipados con el P&W JT9D-49A, que producía un empuje máximo de 235,8 kN y tenía un MTOW de 256.350 kg.

- DC-10-50 (ninguno construido): Este fue una variante tentativa que usaría motores Rolls-Royce RB211. El fabricante esperaba que, al ofrecer esa motorización, British Airways (irónicamente conocida como “Boeing Always” -siempre Boeing- en esa época), hiciese algún pedido de esta versión. Pero eso finalmente nunca sucedería, por lo que los planes para el eventual DC-10-50 fue finalmente abandonado.

- KC-10A Extender (60 construidos): Versión militar del DC-10-30, para el reabastecimiento de aviones en vuelo, ordenada por la Fuerza Aérea de los Estados Unidos. Fabricada desde 1981. Debido a su particular característica de ser una suerte de “tanque de combustible volador”, es la aeronave en producción de mayor autonomía del mundo.

- KDC-10 (4 construidos): Avión cisterna para la Real Fuerza Aérea neerlandesa. Convertidos a partir de las aeronaves civiles DC-10-30CF a un estándar similar al de los KC-10 de la Fuerza Aérea de los Estados Unidos. Asimismo, dos compañías comerciales de reabastecimiento aéreo, Omega Air y Global Airtanker Service, alquilan los servicios de dos KDC-10.[5][6]

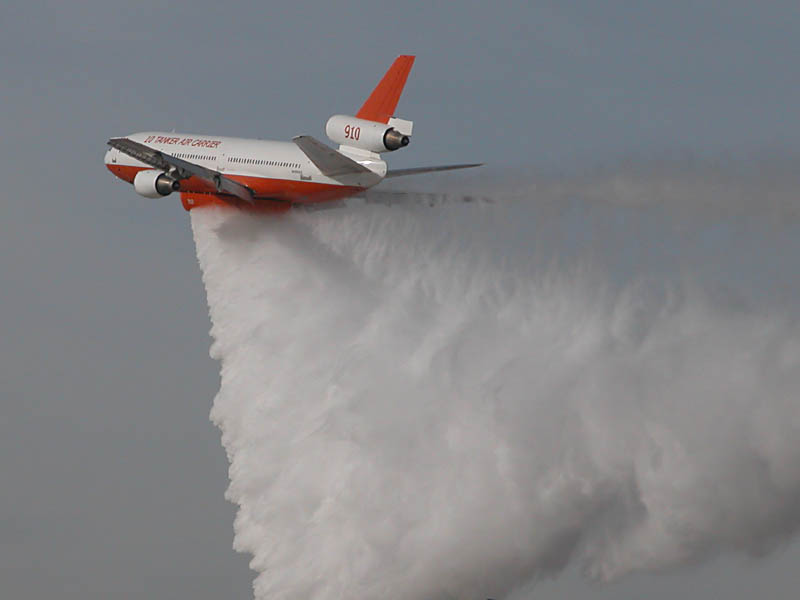
Un avión cisterna KC-10 arrojando agua durante una demostración

- MD-10: Actualización de cabina del DC-10, con los paneles electrónicos de última generación del más moderno trirreactor de McDonnell Douglas, el MD-11.[7] Los nuevos instrumentos permitían la eliminación del ingeniero de vuelo de la cabina del piloto, además de que permitió ser certificado conjuntamente con el propio MD-11. Esto evidentemente les ha convenido a algunas aerolíneas que, como FedEx, operan tanto MD-10s como los un poco mayores MD-11s. Luego de la fusión de McDonnell Douglas con Boeing en 1997, la conversión a MD-10 quedó pasó a manos de Boeing Converted Freighter program (programa de conversión a cargueros de Boeing),[8] mediante el cual algunos subcontratistas o empresas afiliadas de esta últimas realizan la conversión en sí.

- MD-11: Fue un desarrollo posterior de McDonnell Douglas, con nuevos motores, cabina y mayor tamaño. Algunos DC-10 fueron actualizados por Boeing, los llamados MD-10, con avances del MD-11, lo que le permite tener comunalidad con este último, facilitando a las compañías aéreas que usen ambos modelos tener solo un cuerpo de pilotos para los tipos. Ver McDonnell Douglas MD-11.

- DC-10 Air Tanker: Un DC-10-10 cisterna convertido en un avión destinado a combatir incendios, usando tanques de agua modificados de Erickson Air-Crane.

## Operadores

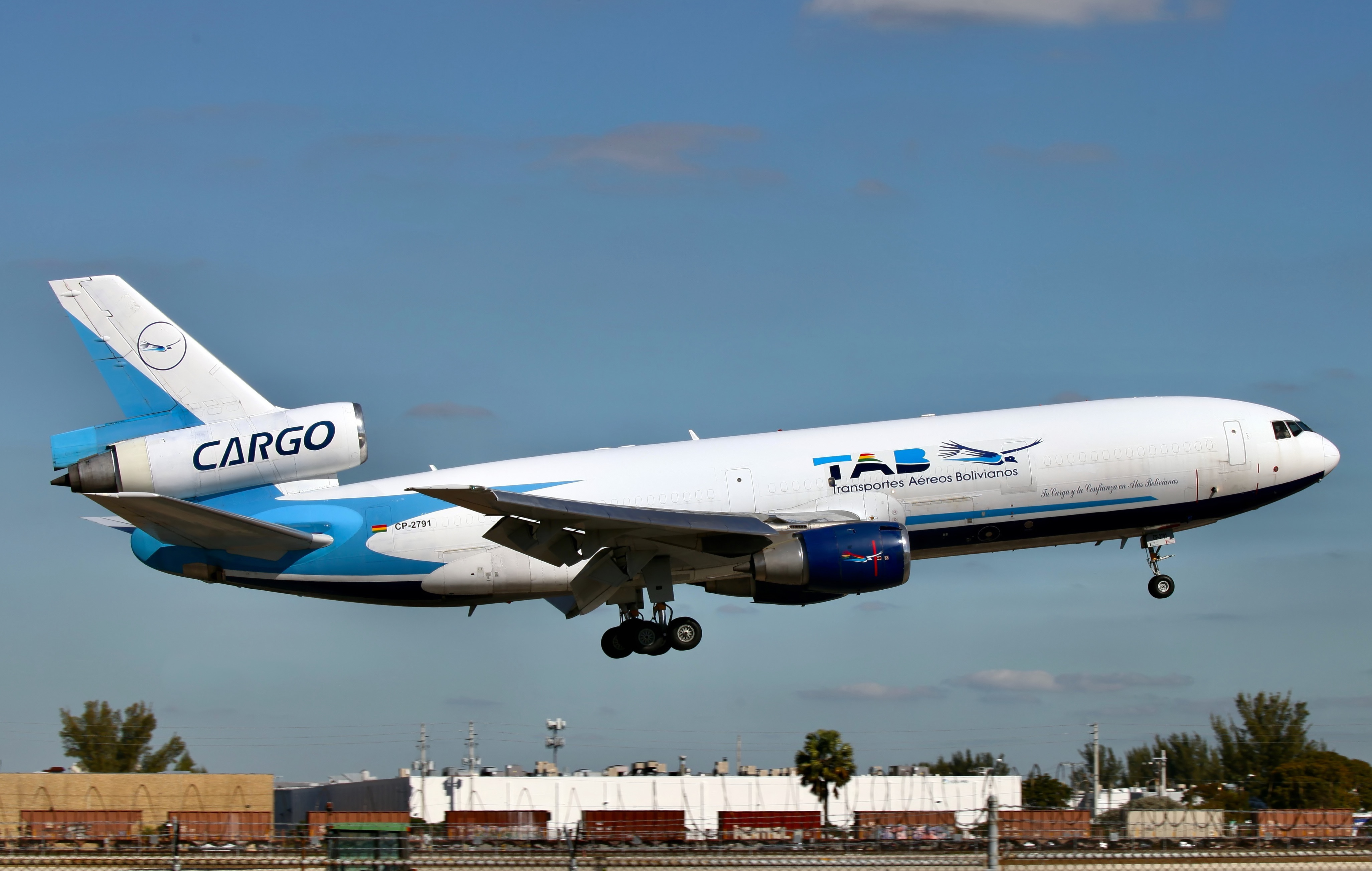
Ésta aeronave de Transportes Aéreos Bolivianos (TAB), con matrícula CP-2791 y convertida a MD-10-30F en 2009, es el último DC-10 en servicio comercial.

### Operadores civiles
Actualmente es muy usado por compañías de carga como FedEx Express. También ha sido parte de las flotas de las principales aerolíneas del mundo, como Alitalia (actualmente ITA Airways), Japan Airlines, Northwest Airlines, Iberia, LanChile, Air France, Lufthansa, Líneas Aéreas Paraguayas, Pan Am, Spantax, PLUNA (ya desaparecida), Eastern Airlines, United Airlines, American Airlines, Hawaiian Airlines, British Airways, Swissair, KLM, Continental Airlines, TAESA (ya desaparecida), Mexicana de Aviación (ya desaparecida), Aeroméxico, Avensa (ya desaparecida), AeroPeru (ya desaparecida), Cielos del Perú (ya desaparecida), SBA Airlines (ya desaparecida), Viasa (ya desaparecida), Ecuatoriana de Aviación (desaparecida), TAM, Air Serbia (también desaparecida) entre otras.
Aerolíneas que operan la aeronave a abril de 2023:
- Transportes Aéreos Bolivianos: 1
- Project Orbis:  1

### Operadores militares
Operadores militares de la aeronave a abril de 2020:
- US Air Force: 59
- Real Fuerza Aérea de los Países Bajos: 1
- Fuerza Aérea Boliviana: 2

### Antiguos operadores

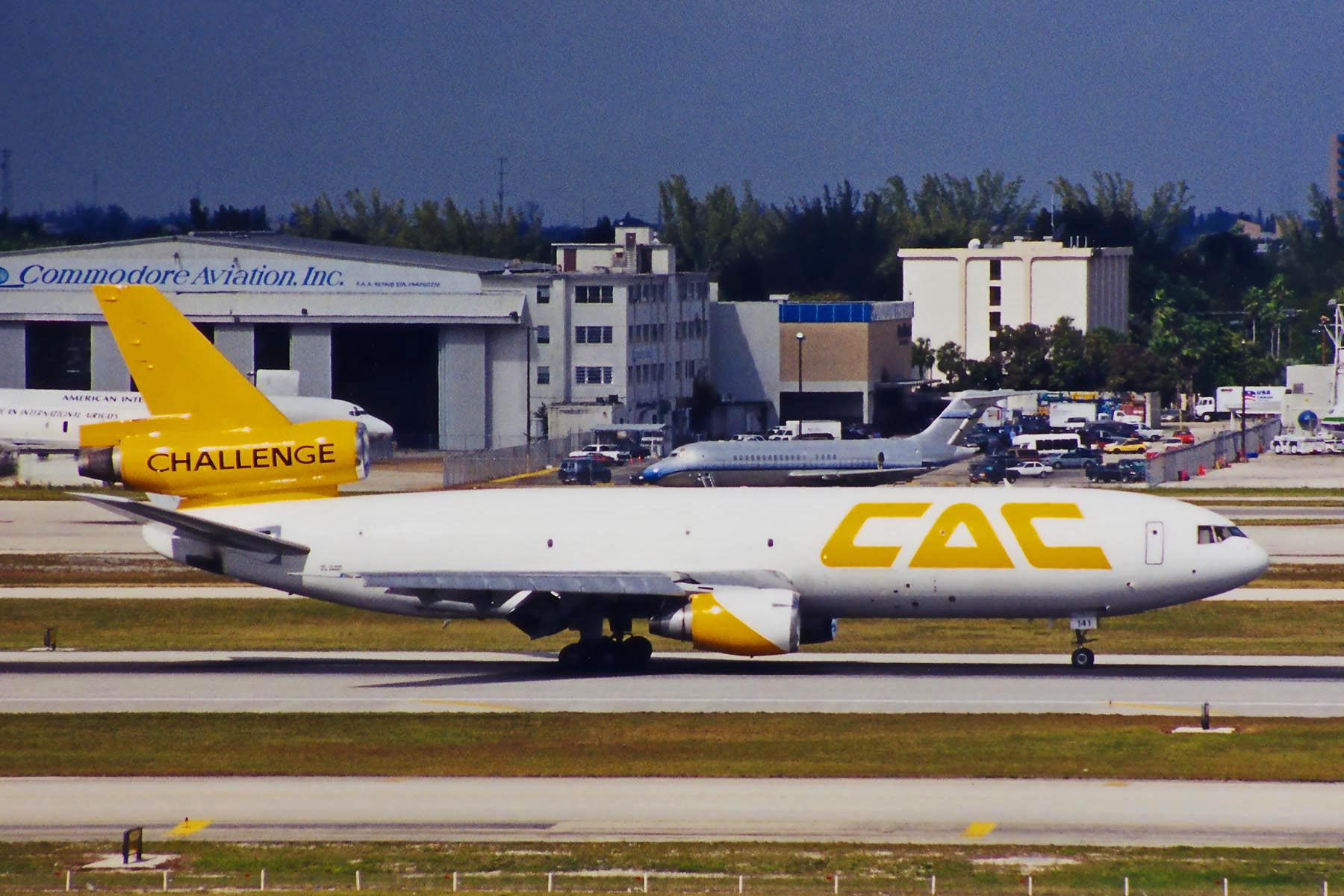
DC-10-40F de Challenge Air Cargo en el aeropuerto de Miami en 1999

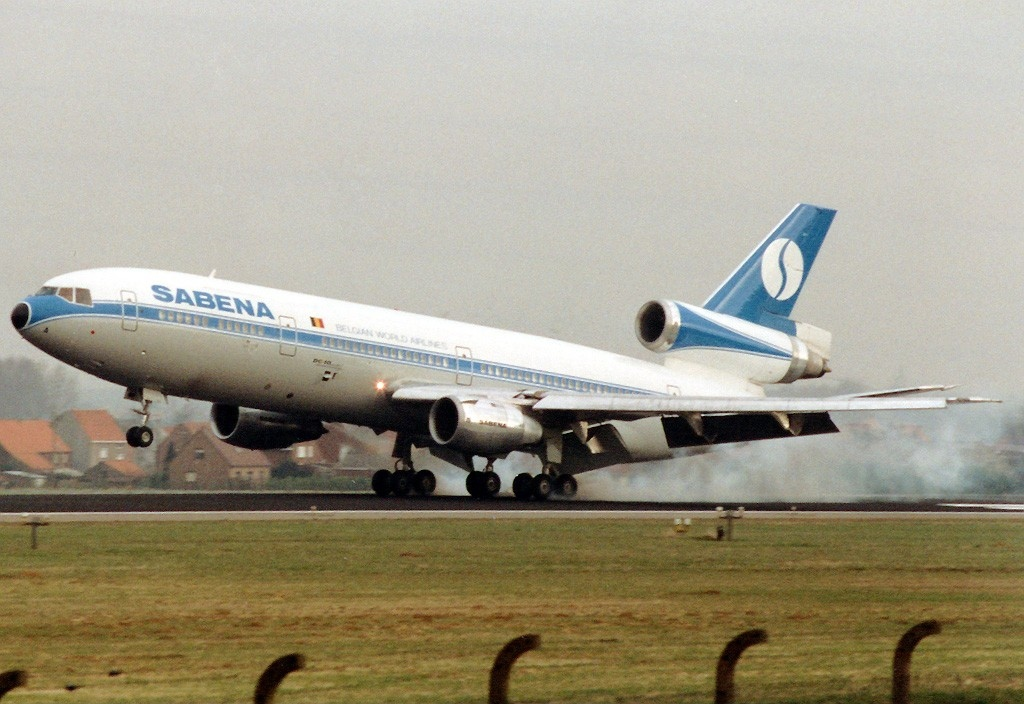
DC-10-30CF de Sabena

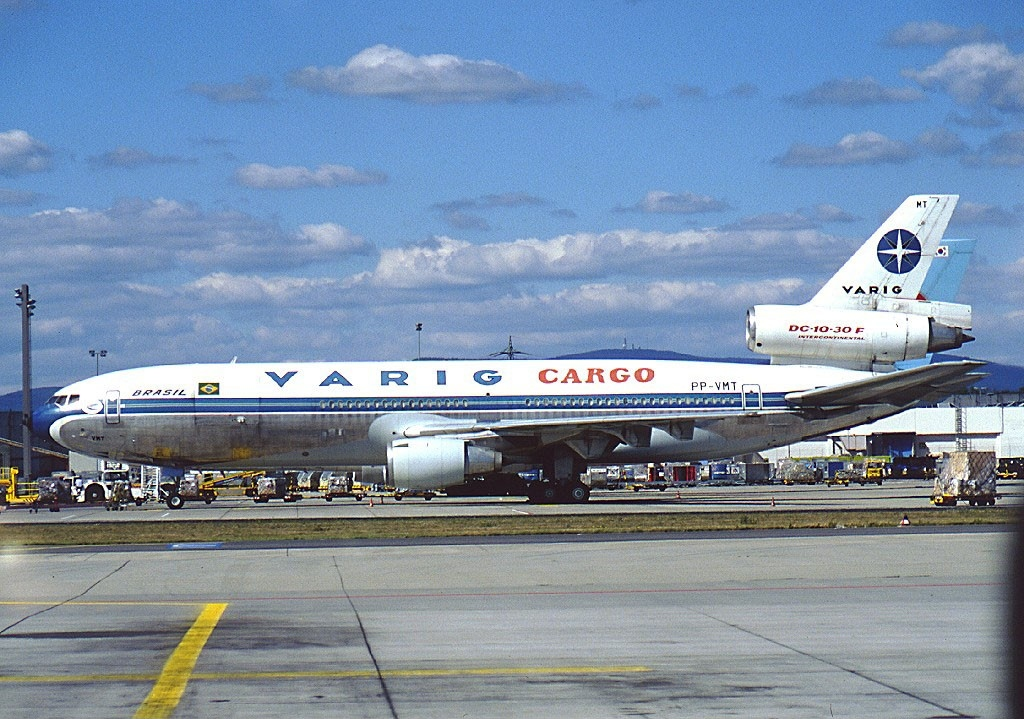
DC-10-30F de Varig Cargo

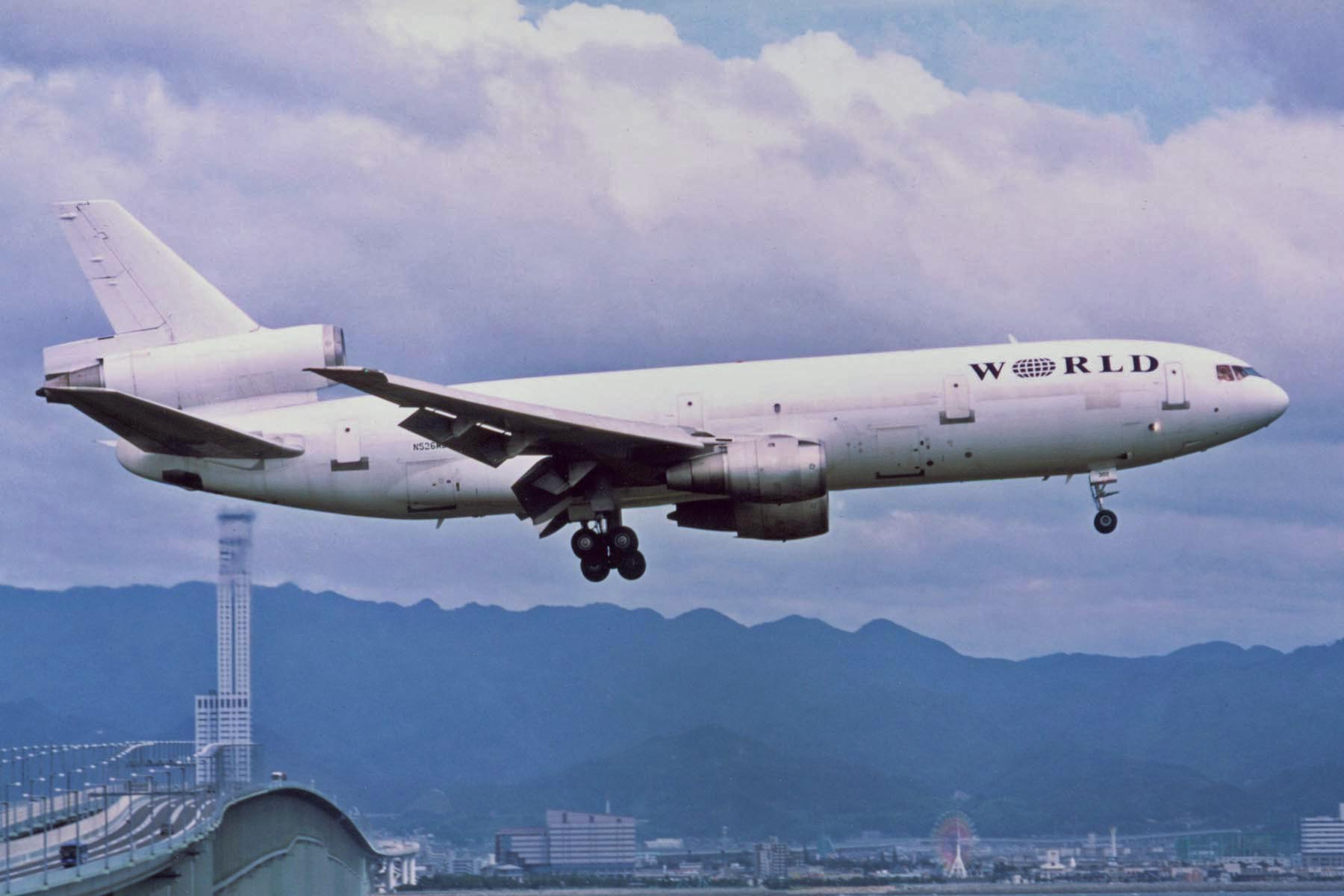
DC-10-30F de World Airways en el aeropuerto de Kansai

#### África
Argelia
- Air Algérie (2)[12]

 Libia
- Buraq Air (1)[13]

 Sudáfrica
- Global Aviation (4)[14]

 Túnez
- Tunisair (2)[15]

#### América
Ecuador
- Ecuatoriana de Aviación (1)

 Estados Unidos
- FedEx Express: (8)[16]
- 10 Tanker Air Carrier: (4)

- American Airlines (66)
- Omni Air International (18)[17]
- Delta Air Lines (14)[18]
- Western Airlines (14)
- Sun Country Airlines (13)[19]
- Ryan International Airlines (2)[20]
- Raytheon Aircraft Company (1)[21]

 México
- Mexicana de Aviación (7)[22]
- Aeroméxico (6)[23]
- TAESA (3)[24]
- Aerocancún (1)[25]

 Panamá
- Air Panamá internacional (3)

 Perú
- AeroPerú (4)[26]

 Paraguay
- Líneas Aéreas Paraguayas (3)

 República Dominicana
- Red Air (4)

 Venezuela
- VIASA (9)
- Avensa (2)
- SBA Airlines (1)

#### Asia
Afganistán
- Ariana Afghan Airlines (1)[27]

 Arabia Saudita
- Saudia (2)[28]

 Bangladés
- Biman Bangladesh Airlines (8)[29]

 Corea del Sur
- Korean Air (6)[30]

 Indonesia
- Garuda Indonesia (26)[31]

 Irak
- Iraqi Airways (1)[32]

 Japón
- Japan Airlines (20)[33]

 Kuwait
- Kuwait Airways (2)[34]

 Malasia
- Malaysia Airlines (21)[35]
- Transmile Air Services (2)[36]

 Pakistán
- Pakistan International Airlines (5)[37]

 Singapur
- Singapore Airlines (8)[38]

 Tailandia
- Thai Airways (9)[39]

#### Oceanía
Australia
- Qantas (1)[40]

 Estados Unidos
- Hawaiian Airlines (25)[41]

 Nueva Zelanda
- Air New Zealand (8)[42]

#### Europa
Alemania
- Lufthansa (12)[43]
- Condor Flugdienst (5)[44]
- Lufthansa Cargo (1)[45]

 Bélgica
- Sabena

 España
- Iberia[46]

 Francia
- Air France (5)[47]
- Corsairfly (2)[48]

 Italia
- Alitalia (8)[49]

 Países Bajos
- KLM (12)[50]
- Martinair (5)

 Polonia
- LOT Polish Airlines (3)[51]

 Reino Unido
- British Airways (8)[52]
- JMC Air[53]

 Rumania
- TAROM (1)[54]

 Rusia
- Aeroflot (3)[55]

 Suecia
- Scandinavian Airlines System (12)[56]

 Turquía
- Turkish Airlines (4)[57]

## Problemas de diseño

### Puertas de carga
Las puertas de carga del DC-10 fueron diseñadas para abrirse hacia afuera, a diferencia de las tradicionales, que son del tipo “tapón” o “enchuche”. La ventaja implícita de las primeras es que permiten un aprovechamiento total de la bodega, mientras que las segundas exigen dejar libre y desaprovechado un pequeño espacio de la misma (para que la puerta pueda pivotar). Para asegurarse de que las puertas que se abren hacia afuera no sean víctimas de una descompresión explosiva en pleno vuelo, se confía en fuertes mecanismos de trabas o pestillos. En el caso de una falla completa y total de la puerta, existía el potencial para una descompresión explosiva. Este serio problema fue descubierto en 1972, luego de un incidente de ese tipo a bordo del vuelo 96 de American Airlines, pero después de este tan solo se emitió una recomendación de rediseño de la puerta de carga. Solo dos años después, en 1974, debido al accidente del vuelo 981 de Turkish Airlines cerca de París (en el que todos sus ocupantes murieron), se emitió una orden de rediseño de esa compuerta. La puerta de carga del DC-10 fue finalmente rediseñada, agregándosele además un pestillo extra para proveerle una mayor seguridad.[cita requerida]

### Sistema hidráulico
Otro problema del diseño inicial del DC-10 era su falta de un sistema de bloqueo de flaps, para mantenerlos en su posición en el caso potencial de un fallo hidráulico. Las líneas de los tres sistemas hidráulicos independientes y redundantes casi se juntaban en un punto en la parte trasera del fuselaje, directamente por debajo del motor de cola (el número dos). Los posteriores versiones del DC-10 (y de su heredero, el MD-11) incorporaron fusibles hidráulicos para evitar la catastrófica pérdida de control en el caso de una ruptura de las tuberías o los conductos de fluido hidráulico.

### Soportes de los motores
Aunque el diseño de los soportes de los motores (pylons) era el adecuado, no habían sido concebidos para permitir un mantenimiento relativamente fácil. El engorroso procedimiento original para cambiar un motor consistía en primero desmontarlo de su soporte, lo que era una tarea bastante lenta y tediosa. Debido a la complicación del procedimiento, y para ahorrar tiempo y dinero, tanto American como Continental Airlines comenzaron a utilizar un procedimiento más rápido, instruyendo a sus sendos grupos de mecánicos a que desmontasen cada motor junto a su correspondiente soporte en una sola pieza, usando autoelevadores para realizar esa tarea. Sin embargo, el propio fabricante McDonnell Douglas no recomendaba ese método. No obstante, el defectuoso procedimiento “rápido” empleado fue el principal responsable del accidente del vuelo 191 de American Airlines. En noviembre de 1979, la FAA multó a American Airlines con 500.000 dólares, por haber utilizado ese procedimiento. Por su parte, Continental Airlines también fue multada bajo un cargo similar y fue obligada a pagar una suma menor, de USD 100.000.

## Incidentes y accidentes
Hasta agosto de 2008, el DC-10 estuvo involucrado en 55 accidentes e incidentes de diversa magnitud, incluyendo la pérdida de aeronaves con un total combinado de unas 1.261 víctimas mortales.

### Problema de la puerta de carga
El problema de diseño de la puerta de carga (la cual se abre hacia afuera) fue identificado por primera vez el 12 de junio de 1972, cuando el vuelo 96 de American Airlines perdió su puerta de carga trasera mientras ganaba altitud luego de haber despegado desde Detroit (estado de Míchigan). No obstante la tripulación, guiada por el capitán Bryce McCormick, pudo finalmente realizar un aterrizaje de emergencia y evitar un accidente. Todo a pesar de no haber podido usar casi ninguna de las superficies de control de la aeronave (en lo que sería el primero y no último uso diferencial del empuje de los motores para aterrizar un DC-10). Antes de que el "vuelo 96" hubiese despegado, un empleado aeroportuario había forzado el cierre de la puerta, debilitando el pestillo de seguridad, hecho que contribuiría a que aquella sufriese una descompresión explosiva. Tras el incidente, la Administración Federal de Aviación intentó emitir una orden de rediseño de la puerta de carga. Sin embargo, debido a un acuerdo de caballeros, la orden se cambió a recomendación de rediseño.

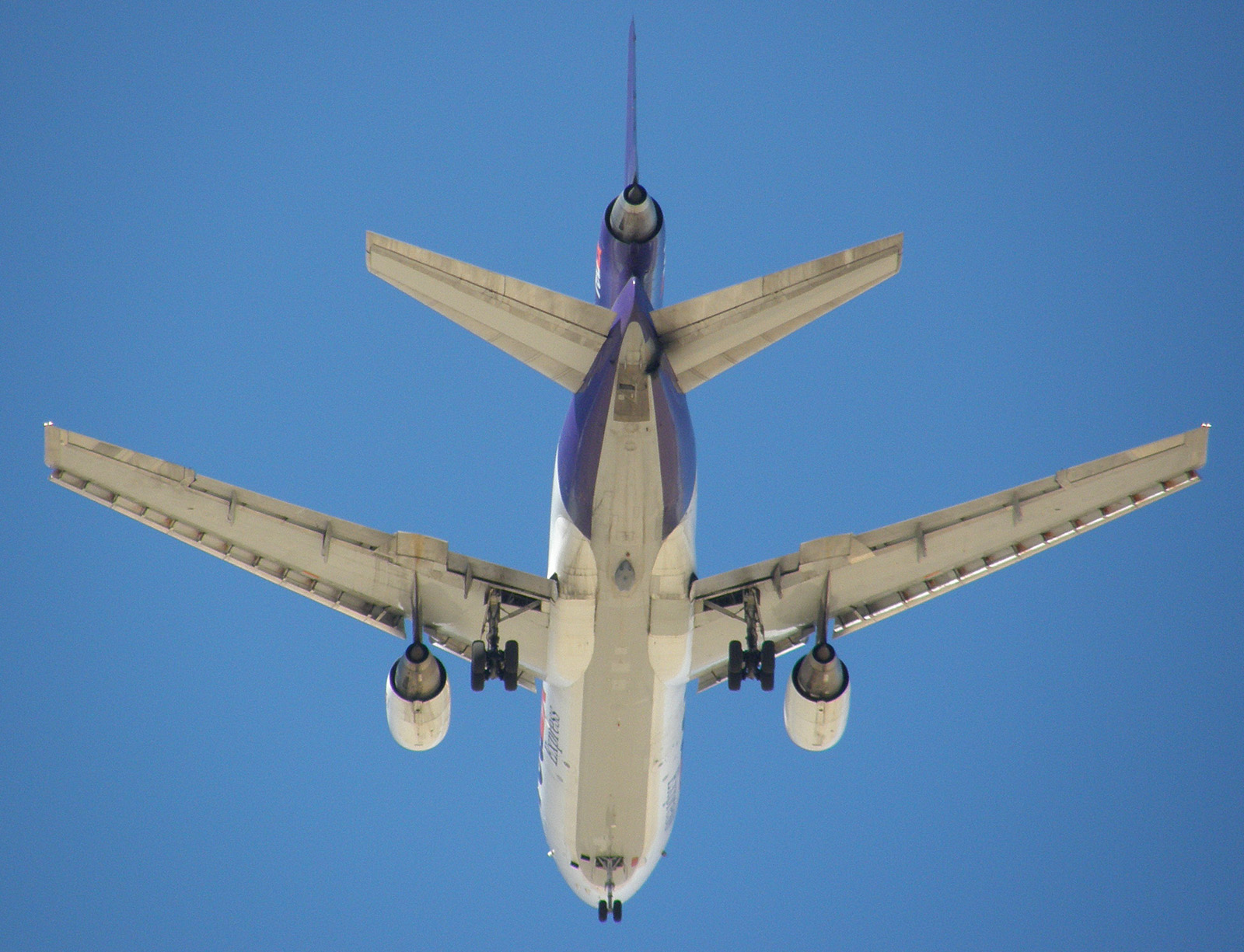
Después de lo sucedido a un Airbus sobre el militarmente ocupado Irak (en el que insurgentes musulmanes le lanzaron un misil sensible al calor, forzándolo a realizar un aterrizaje de emergencia), en 2006 el transportista de carga FedEx se convirtió en la primera aerolínea en equipar a sus aviones con un sistema de defensa antimisiles. Se puede observar el óvalo o la protuberancia gris del Northrop Grumman Guardian en la “barriga” de este MD-10, justo detrás del tren de aterrizaje principal

Debido a que solo se trató de una recomendación y no de una orden de rediseño, casi ninguna aerolínea modificó entonces las puertas de carga de sus aviones y capacitaron a sus tripulaciones en tierra respecto de ese cambio, la mayoría de ellas decidió no hacerlo, debido al evidente costo adicional que esa medida les hubiese representado. No obstante, seguían existiendo severos problemas relacionados al diseño de la puerta de carga de la aeronave, y el 3 de marzo de 1974, dos años después del incidente del avión de American Airlines, sucedió otra pérdida -casi idéntica a la anterior- de una puerta en vuelo. Pero esta vez las 346 personas a bordo murieron, en una de las peores tragedias de la aviación del siglo XX, la cual pasó a los libros de historia aeronáutica como el “desastre aéreo de Ermenonville”. Evidentemente, los severos problemas de diseño de las puertas de carga aún persistían, y solo dos años después del incidente del avión de American Airlines en Canadá, una puerta de carga casi idéntica fue perdida luego de una explosión súbita, causando que el vuelo 981 de Turkish Airlines se estrelle en un bosque cercano al pueblo de Ermenonville, poco tiempo después de haber despegado del aeropuerto parisino de Orly. Las circunstancias que rodearon a este caso fueron similares a aquellas relacionadas al previo accidente. No obstante, la configuración de asientos modificada del avión de Turkish exacerbó aún más los efectos de la descompresión, la cual causó que parte del piso de pasajeros colapsase sobre la bodega de carga. En el diseño original del DC-10 no existían conductos de ventilación que permitiesen igualar la presión de aire entre la cabina de pasajeros y el compartimento de carga. Los cables de control que atravesaban el piso de la aeronave fueron cortados cuando este colapsó, tornando al avión incontrolable. Luego de este fatal accidente, la puerta de carga fue forzosamente rediseñada y todos los DC-10s fueron mantenidos en tierra hasta que se colocasen las nuevas.

### El vuelo 191 de American Airlines
En 1979, con el problemático asunto de la puerta de carga aparentemente solucionado de manera definitiva, los DC-10 de todas las series fueron forzados a permanecer en tierra otra vez tras el accidente del vuelo 191 de American Airlines. Este había perdido su motor número uno —el del ala izquierda— justo después del despegue del Aeropuerto Internacional Chicago-O'Hare, el 25 de mayo de 1979. Mientras que el motor se desprendía, rasgó parte del borde de ataque del ala, rompiendo líneas hidráulicas, lo que causó que fallase el dispositivo que mantenía a los slats desplegados. Siguiendo los procedimientos de emergencia tras la pérdida de un motor, los pilotos intentaron elevar el avión lo más rápidamente posible para tener más tiempo de reacción en caso de que fallara otro de ellos. Esto redujo la velocidad de la aeronave, lo que junto a la retracción de los slats del ala izquierda provocó que esta entrase en pérdida, haciendo que el avión rotase violentamente en esa dirección y se estrellase antes de que los pilotos pudiesen recuperar el control de la aeronave. Las 271 personas a bordo, más dos más en tierra, murieron en este accidente, el peor de un solo avión en los Estados Unidos. Los funcionarios de la estadounidense Junta de Seguridad en el Transporte (National Transportation Safety Board, NTSB) descubrieron un error en el procedimiento de mantenimiento que aplicaban la mayoría de compañías aéreas, acortado para disminuir el tiempo de mantenimiento y por lo tanto el tiempo que el avión permanecía en tierra. Los mecánicos de American Airlines habían desmontado directamente el motor junto a su soporte, en lugar de quitar primero el motor del soporte, y luego este último del ala, como lo recomendaba McDonnell Douglas. Debido a esto, cuando se volvió a ensamblar el motor con una carretilla elevadora que no era lo suficientemente precisa, se ejerció de manera inadvertida demasiada presión sobre la estructura de anclaje, lo que dañó levemente el ala y provocó que el motor se desprendiera tras varios despegues y aterrizajes soportando una presión demasiado elevada.
Aunque McDonnell Douglas no era el culpable directo de la separación del soporte, posteriormente rediseñó el DC-10 para incluir una mayor redundancia en los sistemas hidráulicos. El accidente de Chicago también resaltó otra notable deficiencia en el DC-10; la falta de un mecanismo que mantuviese los slats del borde de ataque en su posición en el caso de una falla hidráulica o neumática, que era justamente lo que había sucedido. Otras aeronaves de fuselaje ancho de la década de 1970 ya incorporaban esa característica, pero el DC-10 aún no. Otra deficiencia resaltada en el informe de la NTSB era la posición vulnerable en la que estaba ubicado ese tipo de cableado, cerca del borde de ataque del ala. En el caso de este accidente, cuando el motor se desprendió saliendo disparado hacia arriba y golpeó contra el ala (debido al empuje que siguió generando momentáneamente), cortó dichos cables, deshabilitando varios sistemas de alarma de la cabina de pilotaje. De igual manera, otras aeronaves de esa época ya ubicaban ese tipo de cableado en el centro del ala, lo que lo hacía menos vulnerable. Además, el dispositivo de vibración que alertaba al capitán sobre la inminente entrada en pérdida (stick shaker) también era alimentado por el motor izquierdo, por lo que quedó fuera de servicio en el momento más crítico. Tras el accidente de Chicago, la FAA le retiró su certificación de vuelo al DC-10, por lo que este modelo debió permanecer en tierra desde el 6 de junio de 1979. La aeronave reingresó al servicio activo después de haber realizado modificaciones que impedían que los slats se retractasen en el excepcional caso de pérdida de fluido hidráulico. Incluso se dotó al stick shaker de una pequeña unidad de energía auxiliar, en el caso extremo de que perdiese su suministro principal de electricidad.

### Vuelo 232 de United Airlines
Otra caso de un gran accidente que involucró a un DC-10 fue el del vuelo 232 de United Airlines, en Sioux City, estado de Iowa (EE. UU.), el 19 de julio de 1989. Después de que el motor número dos (el de la cola o estabilizador vertical) sufriese la fractura y pérdida del disco de su turbofán trasero (el motor número dos), el cual cortó o seccionó las líneas de los tres sistemas hidráulicos independientes. La tripulación, dirigida por el capitán Al Haynes y asistida por el pasajero Dennis E. "Denny" Fitch (quien era un piloto profesional), logró realizar un parcialmente exitoso aterrizaje de emergencia, más o menos controlando la aeronave mediante la variación intermitente del empuje de los dos motores alares (utilizando la potencia de ambos para hacer las veces de un improvisado y pretendido “timón”). Después de intentar aterrizar, la aeronave se estrelló en la pista y rodó en una bola de fuego. No obstante, 185 de las 296 personas a bordo lograron sobrevivir.
El accidente de Sioux City preocupó a los investigadores debido a que hasta entonces se pensaba que la pérdida total de la presión del fluido hidráulico era virtualmente “imposible”. Pero el problema potencial es que los tres sistemas hidráulicos independientes entre sí se acercaban el uno al otro, casi juntándose, en la angosta parte trasera del fuselaje del avión, debajo del motor de cola (el número dos). Esa falla del diseño había pasado inadvertida hasta que el disco del turbofán trasero, debido a una fractura microscópica inicial, se terminó fracturando y desintegrado en pleno vuelo. Con tanta mala suerte que sus restos penetraron los tres sistemas hidráulicos a la vez, derivando en la total pérdida de control de los alerones y timones (el de cola y los de profundidad o elevators).

### Otros notables accidentes e incidentes
Además de los notables accidentes de American Airlines, Turkish Airlines y United Airlines (cubiertos ampliamente por la prensa en su momento), algunos otros DC-10s han estado involucrados en incidentes, aunque de menor gravedad.
- El 3 de noviembre de 1973, el vuelo 27 de National Airlines, un DC-10 experimentó una falla en el motor número tres. La cabina de pasajeros fue perforada por esquirlas del motor y comenzó a perder su presurización. Un pasajero resultó muerto en el serio incidente. Finalmente, los pilotos iniciaron un descenso de emergencia y lograron aterrizar el avión de forma segura.
- 31 de octubre de 1979, el vuelo 2605 de Western Airlines era un vuelo comercial con destino a la Ciudad de México, que culminó en una de las mayores tragedias aéreas de las que haya sido testigo el Aeropuerto Internacional de la Ciudad de México. La aeronave implicada era un avión McDonnell Douglas DC-10 que salió del Aeropuerto Internacional de Los Ángeles e impactó con dos vehículos que efectuaban labores de remozamiento en la pista de aterrizaje.
- 28 de noviembre de 1979, el DC-10-30 del vuelo 901 de Air New Zealand se estrelló contra el monte Erebus en la isla de Ross (en cercanías de la Antártida), durante un vuelo de observación aérea de ese continente. Murieron las 257 personas a bordo. La causa del accidente fue debido a una combinación fatal de coordenadas de vuelo incorrectas, pérdida de conciencia situacional, vuelo por debajo de la altitud mínima segura y pérdida de visión debido a la nieve.
- El 13 de septiembre de 1982, el vuelo 995 de Spantax, un DC-10-30CF de matrícula EC-DEG fue destruido por el fuego, luego de haber intentado un infructuoso despegue desde el aeropuerto de la ciudad de Málaga, en España. El despegue fue abortado al percibirse fuertes vibraciones al alcanzar V1, debidas al desprendimiento de la cubierta de una de las ruedas del tren delantero. De los 381 pasajeros y 13 tripulantes a bordo, 47 pasajeros y 3 tripulantes perecieron a causa del fuego. 40 pasajeros sufrieron heridas de gravedad.[67]
- El 23 de diciembre de 1983, el vuelo (de carga) 84 de Korean Air, un DC-10-30CF de matrícula HL7339 fue destruido luego de colisionar de frente contra un Piper PA-31 Navajo, mientras se encontraba en la fase de carreteo en el aeropuerto de Anchorage, Alaska (EE. UU.). Todos a bordo de ambas aeronaves lograron sobrevivir.[68]
- El 27 de julio de 1989, el vuelo 803 de Korean Air, un DC-10-30 de matrícula HL7328, se estrelló en la pista debido al mal tiempo, en la capital Libia de Trípoli.
- El 19 de septiembre de 1989, el vuelo 772 de UTA, un DC-10-30 de matrícula N54629, se estrelló en el desierto de Teneré, luego de la explosión de una bomba a bordo, hecho que le costó la vida a todos los pasajeros y miembros de la tripulación.
- El 21 de diciembre de 1992, el vuelo 495 de Martinair, un DC-10-30CF de matrícula PH-MBN se estrelló debido al mal clima, mientras sus pilotos intentaban aterrizar en la localidad de Faro, Portugal.
- El 14 de abril de 1993, el piloto del Vuelo 102 de American Airlines, un DC-10-30, matrícula N139AA, perdió el control direccional durante un aterrizaje con viento cruzado bajo lluvia procedente del Aeropuerto Internacional de Honolulu. El avión se salió de la pista 17L (actual 17C) y se hundió en el barro profundo, colapsando el tren de aterrizaje delantero y dañando el motor y ala izquierdos. Un incendio en el pozo del tren de aterrizaje izquierdo fue rápidamente extinguido por los bomberos. Dos pasajeros sufrieron heridas graves al utilizar las rampas de evacuación; los otros 187 pasajeros y 13 tripulantes evacuaron sin lesiones graves. La aeronave fue declarada pérdida total.[69][70][71]
- El 7 de abril de 1994, el vuelo 705 del transportista de carga estadounidense FedEx, un DC-10-30 de matrícula N306FE sufrió un intento de secuestro a bordo. El empleado Auburn Calloway trató de secuestrar la aeronave usando un martillo como arma, pero los otros miembros de la tripulación lograron finalmente rechazar el ataque y regresar a la ciudad de Memphis (en el estado estadounidense de Tennessee). El plan de Calloway era incapacitar a la tripulación y luego estrellar el avión (similar al vuelo 1771 de PSA).
- El 13 de junio de 1996, un DC-10-30 de Garuda Indonesia, matrícula PK-GIE, acababa de despegar desde el aeropuerto de Fukuoka (Japón) cuando se desprendió un álabe del motor número tres (el del ala derecha). El avión se hallaba a pocos metros de altura cuando el capitán decidió abortar el despegue. Como consecuencia de esa decisión, el DC-10 patinó en la pista y se detuvo unos 500 metros después del fin de la misma, perdiendo uno de sus motores y dañando su tren de aterrizaje. Tres pasajeros murieron.
- El 21 de diciembre de 1999, un DC-10-30 de AOM French Airlines de matrícula F-GTDI pasó de largo la pista de aterrizaje (la cual estaba mojada) del aeropuerto internacional de ciudad de Guatemala. En ese momento, el DC-10 prestaba servicios para la compañía Cubana de Aviación.
- 30 de abril de 2000, un DC-10-30F de DAS Air Cargo fue dañado más allá de toda reparación posible, luego de haberse pasado de largo de la pista y estrellado en el lago Victoria, mientras los pilotos estaban tratando de aterrizar en la capital ugandesa de Kampala.
- 25 de julio de 2000, el vuelo 55 de Continental Airlines despegó del Aeropuerto de París-Charles de Gaulle, pero al despegar, una pieza de metal se desprendió del motor del DC-10-30. Poco después, uno de los trenes de aterrizaje de un Concorde, que operaba como el Vuelo 4590 de Air France, pasó encima de la pieza de metal, provocando que el neumático de una rueda del tren de aterrizaje explotara, incrustando piezas en el motor 1. Luego de despegar, el motor se incendió. El Concorde cayó sobre un hotel en las afueras de París, matando a 109 personas que iban en el avión, más 4 personas en tierra.
- 31 de enero de 2001, el vuelo 958 de Japan Airlines (JAL), que se dirigía hacia el Aeropuerto Internacional de Narita (habiendo partido desde el Aeropuerto Internacional de Gimhae), casi colisionó con otra aeronave de la misma aerolínea. El piloto del otro avión involucrado en el potencialmente mortal incidente (un Boeing 747 “Jumbo”) súbitamente logró hacer descender su aeronave para evitar chocar contra el DC-10. 100 personas resultaron heridas. De haber sucedido un accidente, habría superado por mucho al accidente de Los Rodeos, debido a que se trataba de dos aviones de gran capacidad de pasaje con su capacidad máxima, sumando 677 personas en total.
- El 1 de julio de 2005 un DC-10-30 de Biman Bangladesh Airlines fue destruido después de haberse despistado durante el aterrizaje en el aeropuerto de la ciudad de Chittagong, Bangladés.
- El 26 de marzo de 2009 un DC-10 de Arrow Air, en ruta desde la ciudad la brasileña de Manaos hacia la ciudad de Bogotá en Colombia, tuvo una falla de motor a poco de haber despegado. Grandes partes o piezas del turbofán afectado cayeron en la capital del estado de Amazonas, destruyendo doce casas, pero afortunadamente no causado ningún herido ni fallecido. La aeronave logró finalmente aterrizar a salvo en Colombia.[72][73]

Fuente: Aviation- Safety.net.
- Como curiosidad, por su alta tasa de accidentabilidad y por haber sido una de las causas del accidente del vuelo 4590 de Air France algunas personas han llegado al punto de decir que "Si los DC-10 no se accidentan, hacen accidentar otros aviones."

## Último vuelo comercial
Luego de 42 años de servicio comercial, el 20 de febrero de 2014, el último McDonnell Douglas DC-10 de pasajeros en servicio, el S2-ACR operado por Biman Bangladesh Airlines realizó el vuelo de despedida, rumbo hacia el oeste, pasando por India, Pakistán para luego enfilar hasta Kuwait. Tras la escala, el vuelo continuó sobre los espacios aéreos de Irak y Turquía, antes de cruzar Europa directo hasta Birmingham, donde fue recibido con cargado marco emotivo. Un vuelo que cerró otro capítulo en la historia de la aviación, a poner fin a una de las aeronaves más reconocidas del mundo y cuyas prestaciones hicieron posible la inauguración de nuevos servicios de larga distancia, además de democratizar los viajes aéreos.

## Especificaciones

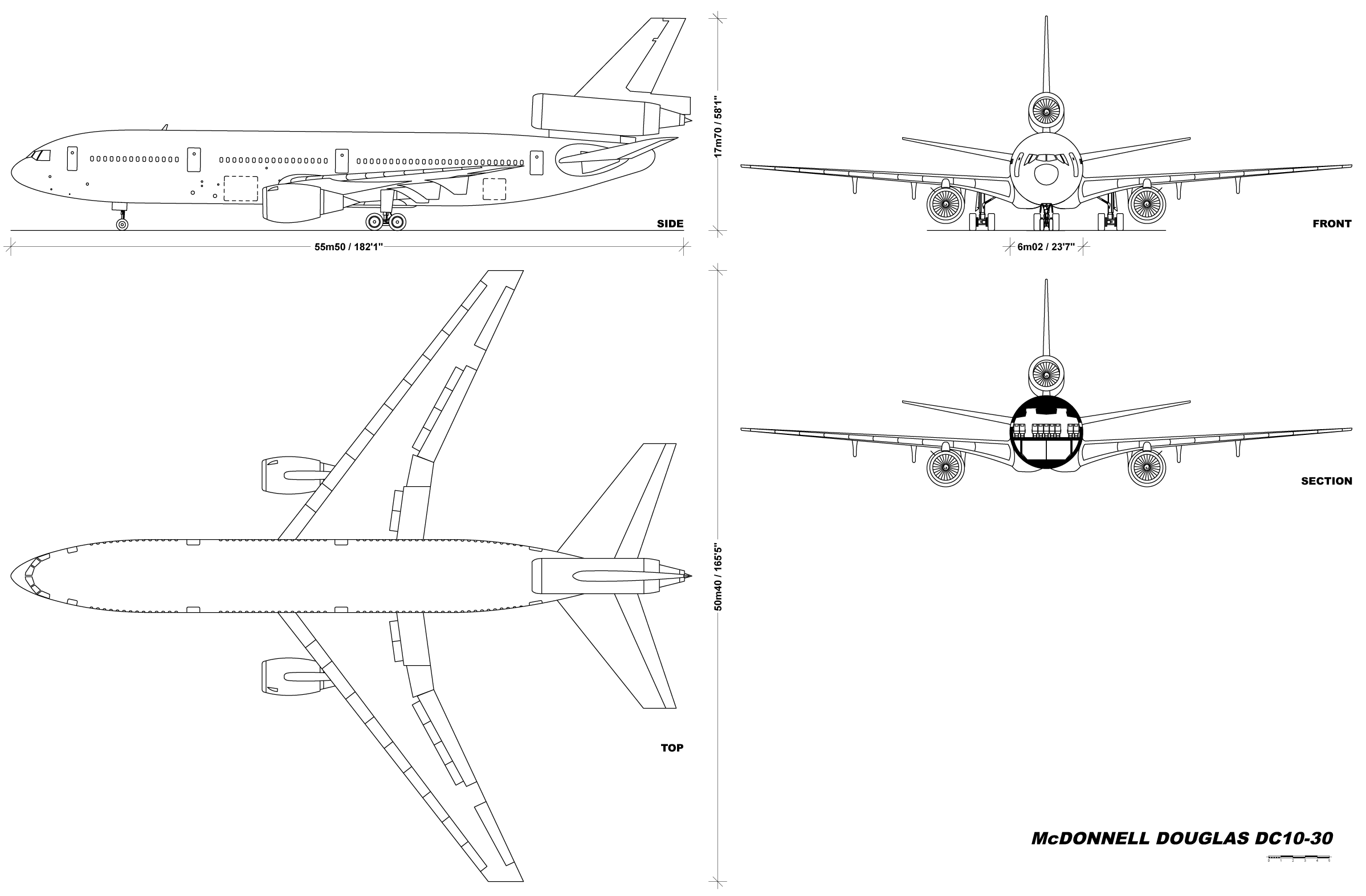
Geometría descriptiva de un Douglas DC-10-30.

| Características                          | DC-10-10                                     | DC-10-15                                     | DC-10-30                                     | DC-10-40                                     |
| ---------------------------------------- | -------------------------------------------- | -------------------------------------------- | -------------------------------------------- | -------------------------------------------- |
| Tripulación en cabina de pilotaje        | Tres (piloto, copiloto e ingeniero de vuelo) | Tres (piloto, copiloto e ingeniero de vuelo) | Tres (piloto, copiloto e ingeniero de vuelo) | Tres (piloto, copiloto e ingeniero de vuelo) |
| Capacidad de pasajeros                   | 380 (1 clase), 250 (2 clases)                | 380 (1 clase), 250 (2 clases)                | 380 (1 clase), 250 (2 clases)                | 380 (1 clase), 250 (2 clases)                |
| Longitud del fuselaje                    | 55 m                                         | 55 m                                         | 55 m                                         | 55 m                                         |
| Altura                                   | 17,7 m                                       | 17,7 m                                       | 17,7 m                                       | 17,7 m                                       |
| Envergadura                              | 47,34 m                                      | 47,34 m                                      | 50,4 m                                       | 50,4 m                                       |
| Ancho del fuselaje                       | 6,02 m                                       | 6,02 m                                       | 6,02 m                                       | 6,02 m                                       |
| Altura del fuselaje                      | 6,02 m                                       | 6,02 m                                       | 6,02 m                                       | 6,02 m                                       |
| Ancho de la cabina de pasajeros (máximo) | 5,54 m                                       | 5,54 m                                       | 5,54 m                                       | 5,54 m                                       |
| Peso operativo en vacío                  | 108.940 kg                                   | 108.940 kg                                   | 120.740 kg                                   | 122.565 kg                                   |
| Peso máximo al despegue                  | 195.000 kg                                   | 206.500 kg                                   | 259.500 kg                                   | 251.700 kg                                   |
| Velocidad típica de crucero              | Mach 0.82 (908 km/h, 490 nudos)              | Mach 0.82 (908 km/h, 490 nudos)              | Mach 0.82 (908 km/h, 490 nudos)              | Mach 0.82 (908 km/h, 490 nudos)              |
| Velocidad máxima                         | Mach 0,88 (982 km/h, 530 nudos)              | Mach 0,88 (982 km/h, 530 nudos)              | Mach 0,88 (982 km/h, 530 nudos)              | Mach 0,88 (982 km/h, 530 nudos)              |
| Autonomía con carga máxima               | 6.114 km                                     | 7.000 km                                     | 10.010 km                                    | 9.250 km                                     |
| Máxima capacidad de combustible          | 82.100 litros                                | 100.860 litros                               | 138.720 litros                               | 138.720 litros                               |
| Carrera de despegue con peso máximo      | 2.625 m                                      | 2.212 m                                      | 2.847 m                                      | 2.817 m                                      |
| Techo de vuelo                           | 12.800 m (42.000ft)                          | 12.800 m (42.000ft)                          | 12.800 m (42.000ft)                          | 12.800 m (42.000ft)                          |
| Motores o motorización (x 3)             | GE CF6-6D                                    | GE CF6-50C2F                                 | GE CF6-50C                                   | PW JT9D-59A                                  |
| Empuje unitario (x 3)                    | 177,9 kN                                     | 206,8 kN                                     | 226,9 kN                                     | 235,8 kN                                     |

Fuentes:
- Datos técnicos de la familia DC-10, en el sitio web de Boeing, adquirente de McDonnell Douglas en 1996.
- DC-10 history, en www.boeing.com
- Información del DC-10 para la planificación aeroportuaria, en www.boeing.com
- El DC-10 en el sitio www.airliners.net

### Desarrollos relacionados
- McDonnell Douglas KC-10 Extender
- McDonnell Douglas MD-11

### Artículos similares
- Boeing 747SP
- Lockheed L-1011 TriStar
- Airbus A300
- Ilyushin Il-86

### Secuencias de designación
- Aviones comerciales de Douglas Aircraft Company: Dolphin - DC-1 - DC-2 - DC-3 - DC-4 - DC-4E - DC-5 - DC-6 - DC-7 - DC-8 - DC-9 - DC-10

### Listas relacionadas
- Lista de aviones comerciales a reacción